# San Francisco de Conchos
San Francisco de Conchos es una localidad mexicana, y cabecera del municipio del mismo nombre, es la segunda localidad con mayor habitantes en este municipio con 576 habitantes de los cuales 307 son hombres y 269 mujeres según el censo de población y vivienda 2020, y de localidad esta se recibe el nombre para el municipio de San Francisco de Conchos, Chih.

## Historia
Fue fundado por Fray Alonso de la Oliva en 1604 y es el segundo pueblo más antiguo del estado de Chihuahua después de Santa Bárbara, su nombre recibe en honor a su santo patrono San Francisco de Asís y al pueblo de los Indios Conchos.
A partir de la misión y el convento del valle de San Bartolomé (1570 y 1574) van a partir las expediciones a los ríos Florido, San Gregorio y Conchos; mismas que dan origen a la misión franciscana de San Francisco de Conchos.
Fray Alonso de la Oliva fue un joven misionero el que hizo estas expediciones en la búsqueda de aldeas indígenas para llevar el evangelio a sus pobladores y en 1604 funda el pueblo al que llamó San Francisco de Conchos.
En su avance hacia el Norte, llegó al manantial del Ojo de San Antonio (hoy Ojo de Agua). Al seguir el curso de las aguas que manaban por el bajío en el transcurso de milenio, llegó hasta la confluencia con el río Conchos. Antes de desembocar en el río las aguas formaban una pequeña laguna (Galeana) y es ahí donde el Fray Alonso de la Oliva encontró a los pobladores de esta zona, que los indígenas llamaban Coyamus. El misionero siguió visitándolos y auxiliado por guías indígenas y arribó hasta las aldeas que llegarían posteriormente a  ser Santa Cruz de Tepacolmes (Rosales), San Pablo (Meoqui), San Antonio (Julimes), San Lucas y San Pedro de Conchos en la margen del San Pedro. Al fundarse la misión serían estos sus pueblos de visita más lejanos. Es probable que Fray Alonso de la Oliva les haya dado este nombre a los primitivos asentamientos.
En el año de 1604 funda la Misión San Francisco de los Naturales del Río de las Conchas, misión franciscana.
El nombre en castellano se debe a la gran cantidad de conchas pequeñas que había y hay aún en su lecho. De ahí deriva también el nombre que se da a los habitantes de sus márgenes; río conchos, indios conchos.
En esta misión de San Francisco de Conchos había indígenas de todas las naciones cercas (conchos, toboscos, chizos, coahuileños, sisimbles, tarahumares, tepehuanes, etc.), que en diferentes épocas fueron traídos a la misión para vivir en paz "bajo campana". En esta misma misión llegó a haber más de 4 mil indígenas asentados en el bajio del ojo, río de San Gregorio, río Florido y en la junta de los ríos Conchos y Florido.
La imagen de la virgen de Guadalupe conservada en la misión posiblemente fue un regalo de Dela Oliva a la comunidad y se le adjudica el milagro de la sudoración que salvó al pueblo de una masacre provocada por una rebelión tarahumara el 29 de junio de 1690.
El estado de Chihuahua fue erigido como Estado de la Federación en 1824, del territorio de la antigua provincia de Nueva Vizcaya, en el norte de México. Previamente, como resultado de la promulgación de la Constitución de Cádiz, en 1820 se habían establecido alrededor de treinta ayuntamientos en el actual territorio Chihuahuense. Sin embargo, estas divisiones se suprimieron hasta 1825, cuando se promulgó la primera constitución estatal que estableció la división en municipios. Fue entonces cuando se designó el municipio de San Francisco de Conchos, su nombre recibe de la antigua misión San Francisco de Coyamus y en honor a los indígenas Conchos habitantes de la región de denominó San Francisco de Conchos.
Desde el inicio del siglo XVIII, los franciscanos ocuparon la región y evangelizaron a tribus indígenas de los conchos, a quienes no pudieron someter.
En 1687 se sometió al régimen de Presidio Militar; en 1820, de acuerdo a la Constitución de Cádiz, eligió su ayuntamiento. Formó parte del Partido de Allende (1826); de la Subjefatura de Jiménez (1837); y del Cantón de Jiménez (1847)
El nombre original de la cabecera fue San Francisco de Coyamus, fundado en 1604 por el franciscano Alonso de la Oliva a orillas del río Conchos.
En 1645 la misión fue destruida por los indígenas quienes asesinaron a los misioneros Tomás de Zigarán y Francisco Labado.
El licenciado López de Sierra y Osorio, gobernador de la Nueva Vizcaya, mandó repoblarla en 1677, con el nombre actual.
Al crearse en 1867 el presidio se cambió el asiento de la misión al pueblo que llamaban Guadalupe, en donde hoy se levanta la población.

## Escudo
El escudo oficial del municipio se debe al señor Manuel Vázquez Carrasco a iniciativa de Isidro Molina Fernández en su periodo de presidente municipal.
Los blasones que están comprendidos en el campo estilizado son: 
- Español.- Hace referencia a la época de la fundación de la población en el año de 1604 por Fray Alonso de Oliva.
- El templo.- Significa la época de la colonia cuando fue destruido.
- El indio.- Representa las tres tribus, apaches, comanches y conchos, que se disputaron los recursos naturales, como el río Conchos; en esta zona predominaron los indios conchos.
- El misionero.- Simboliza a los misioneros franciscanos que fundaron este pueblo y fueron los evangelizadores de los indígenas.
- La presa.- Significa que el Lago Toronto está dentro del municipio.
- Los peces.- Un recurso natural importante del municipio.
- Maíz y trigo.- Principales productos de la región.

## Educación
Se encuentran diferentes niveles y centros de educación en el municipio, en las distintas localidades existen jardines de niños y primarias que albergan hasta este nivel, en la cabecera municipal San Francisco de Conchos y en Boquilla de Conchos hay secundarias y siendo la mayor grado de nivel educativo, en la cabecera municipal se encuentra el Telebachillerato 8630 de nivel medio superior.

## Personas destacadas
- Eugenio Anaya Zagaribay (Fundador del ejido de San Francisco de Conchos)

## Religión
La población es mayoritariamente cristiana, de la Iglesia católica, también hay Cristianos evangélicos (Protestantes): pentecostales, bautistas, presbiterianos,luteranos, calvinistas,anglicanos  y metodistas.
Además cerca del 2 por ciento pertenece a otros grupos cristianos restauracionales (Testigos de Jehová, Mormones, Pentecostales unicitariosy adventistas)